# Bojkovice
Bojkovice è una città della Regione di Zlín, nella Repubblica Ceca. Fa parte della regione di Slovácko, che è più un'unità tradizionale che amministrativa. Con una popolazione di 4382 persone, è tra le città più piccole della Repubblica Ceca.
La città sorge sui Carpazi Bianchi, che hanno lo status di area protetta.

## Storia
La storia della città inizia nell'XI secolo, quando era solo un piccolo villaggio, che fu promosso allo status di città solo nel 1449. Nel XVI secolo la città fu attaccata dagli Ungari.
La regione ricominciò a fiorire nel XIX secolo, quando giunsero la ferrovia e l'elettricità. Durante la II guerra mondiale, fu occupata dai tedeschi e la fabbrica locale fu convertita per supplire ai bisogni dell'industria bellica.
Ufficialmente, alla città fu concesso il suo status nel 1965.

## Luoghi di interesse
- Castello Nový Světlov: il forte originale fu costruito nel 1480 per proteggere la città dagli attacchi degli Ungari. In seguito fu convertito a castello in stile neogotico; esistono solo due castelli costruiti con lo stesso stile: il Castello di Hluboká nad Vltavou nella Repubblica Ceca e il Castello di Miramare in Italia.
- Museo delle tradizioni locali.